# Gare de Sutton West
La gare de Sutton West (anglais: Sutton West Railway Station) est une gare ferroviaire historique canadienne à Georgina, Ontario.
Déferrée en 1981, la ligne est devenue un chemin et le bâtiment, restauré et déplacé à quelques kilomètres, est présenté au Georgina Pioneer Village & Archives.

## Situation ferroviaire
La gare de Sutton West était située sur la ligne, à voie étroite, du Lake Simcoe Junction Railway (en) (LSJR), qui sera plus tard une ligne à écartement standard du Canadien National.

## Histoire

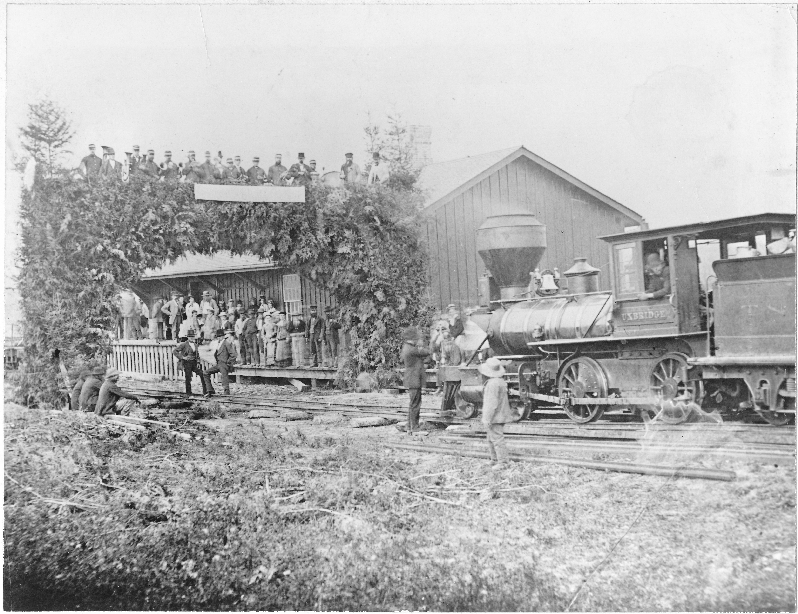
La gare en 1877.

La première gare de Sutton est mise en service en 1877 par le Toronto and Nipissing Railway (en) (T & N), lorsqu'il ouvre à l'exploitation sa ligne Lake Simcoe Junction Railway (en) (LSJR). Le bâtiment est alors un exemplaire standard de cette compagnie.
Le 1er janvier 1884, la ligne de Midland du LSJR est louée à la Compagnie de chemin de fer du Grand Tronc du Canada (Grand Tronc) qui quelque temps plus tard remplace l'ancien bâtiment par un nouveau le plan standard de ses gares.

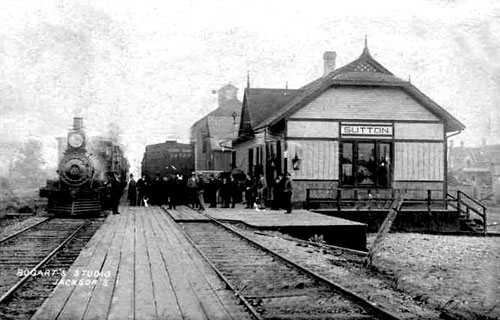
La deuxième gare, vers 1906

Lors de la faillite du Grand Tronc, en 1919, la ligne est reprise par le gouvernement fédéral. Le bâtiment du Grand Tronc est détruit par la foudre au début des années 1920. Sa destruction pose un problème pour le village de Sutton, les minutes de la réunion du conseil du village pour le 3 novembre 1922 mentionnent qu'il sera demandé à la compagnie de « construire une nouvelle gare à la place de celle qui a brûlé il y a plus d'un an, car le manque d'accommodement est un inconvénient majeur pour le public »,.
En 1923, le gouvernement fédéral intègre la ligne dans le réseau des Chemins de fer nationaux du Canada (dit aussi Canadien National (CN)). La ligne LSJR est alors connue comme la subdivision Sutton du CN.

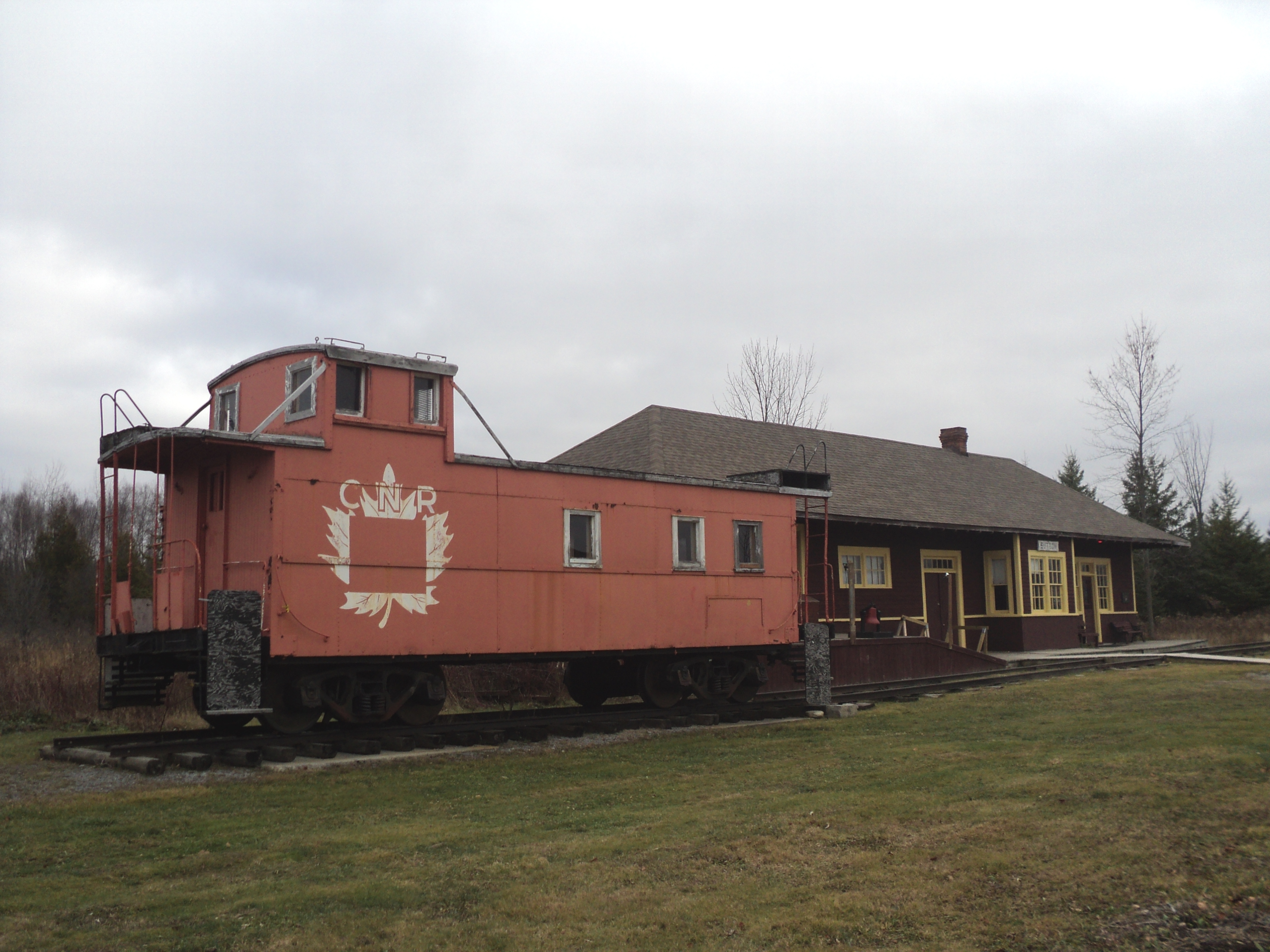
Wagon de queue et la gare en 2015 au Pioneer Village.

Un nouveau bâtiment est construit par le Canadien National, sans doute avant 1928, année de l'arrêt du service mixte de fret et de passagers. Car il est improbable qu'il ait été construit uniquement pour le service uniquement marchandises qui se poursuit sans la présence d'un agent en gare.
La troisième gare était probablement construite avant l'abandon de cette ligne secondaire en 1927 (c'est improbable qu'une gare sera construite pour un service de fret seulement). Elle se nomme Sutton West pour la différencier de Sutton, Québec. Ce nouveau bâtiment « reflète la simplicité que la compagnie Canadien National nouvellement formé appliquait à des nouvelles gares ou aux gares de remplacements, notamment en bois avec un large toit en pente, peu profonde, avec des pignons aux extrémités et un avant-toit enveloppant. ». Selon la ville, la gare est "typique des bâtiments de gares du premier quart du vingtième siècle, une structure en cadre de bois de plain-pied dans un style Prairie. Les chevrons exposés étaient un style de signature pour le Grand Tronc, tout comme le traitement (peinture) rouge roux et à la crème". Le bâtiment existait sur la rue Dalton, à Sutton. Des composants de la gare de Pefferlaw (construite en 1906) qui a été démolie en 1976, sont utilisés pour ses réparations.
Les rails entre Sutton et Jackson's Point (en) ont été levées le 24 septembre 1927, et à Sutton le 14 juillet 1981, laissant la ville sans service ferroviaire.Une recherche dans le journal Georgina Advocate pour les mois de juillet et août 1981 ne fait aucune mention de la levée des rails, montrant le peu d'importance pour les résidents qu'elle avait.

## Patrimoine ferroviaire
Abandonné, l'ancien bâtiment de la gare tombe en état de délabrement durant les années 1970. Il est réhabilité par la Georgina Historical Society (Société historique de Georgina) et transporté, avant 1984, quelques kilomètres plus loin au Georgina Pioneer Village & Archives, où il est présenté en situation avec un tronçon de voie sur lequel on a installé un ancien wagon de queue du Canadien National. La gare s'ouvre l'été, pour les touristes curieux qui viennent visiter le village des pionniers. On peut y voir des items ferroviaires historiques et une représentation en miniature du village du Sutton West des années 1920 .
La gare est protégée sous la Partie IV de la Loi sur le patrimoine de l'Ontario, composante du Georgina Pioneer Village depuis 2001.